# Ellis Grove
Ellis Grove – wieś w Stanach Zjednoczonych, w stanie Illinois, w hrabstwie Randolph.